# Sœurs trinitaires de Rome
Les Sœurs trinitaires de Rome (en italien : Istituto delle Suore della Santissima Trinità) forment une congrégation religieuse féminine de droit pontifical vouée à l'enseignement et à la glorification de la Sainte Trinité, fondée en 1762 en Rome.

## Historique
Leur fondatrice Mère Thérèse de la Très Sainte Trinité (1734-1810), prend l'habit trinitaire au couvent de Saint-Charles-aux-Quatre-Fontaines (Rome) le 8 septembre 1762. Le 25 du même mois, elle se rend avec deux compagnes dans les Abruzzes à la demande du cardinal Marc Antoine Colonna pour se dédier à l'éducation des jeunes filles pauvres et abandonnées et à l'assistance physique et morale des paysans. De droit pontifical depuis le 6 juin 1828, leurs constitutions ajournées à la lumière de Vatican II ont été approuvées le 8 septembre 1982.

## Activités et diffusion
Elles y ouvrent de nombreuses maisons et conservent aujourd'hui encore le même apostolat associé à la glorification de la Sainte Trinité et à l'expansion de son culte. Elles se dédient aussi à l'apostolat en terre de mission.
La congrégation compte des établissements dans Italie, Madagascar, Philippines et États-Unis. Au 31 décembre 2017, l'institut comptait 280 religieuses dans 30 maisons.